# راسيل إيوينغ
راسيل إيوينغ (بالإنجليزية: Russ Ewing)‏ هو صحفي أمريكي، ولد في 28 ديسمبر 1923 في شيكاغو في الولايات المتحدة، وتوفي في 25 يونيو 2019 في باو باو في الولايات المتحدة.